# David Mandić
David Mandić (Ljubuški, 14 de septiembre de 1997) es un jugador de balonmano croata, nacido en Bosnia y Herzegovina, que juega de extremo izquierdo en el MT Melsungen. Es internacional con la selección de balonmano de Croacia.
Con la selección ganó la medalla de plata en el Campeonato Europeo de Balonmano Masculino de 2020.

## Palmarés

### Selección nacional
| Campeonato Mundial   | Campeonato Mundial           | Campeonato Mundial | Campeonato Mundial |
| Año                  | Lugar                        | Medalla            |                    |
| -------------------- | ---------------------------- | ------------------ | ------------------ |
| 2025                 | Croacia, Dinamarca y Noruega | Medalla de plata   |                    |
| Campeonato Europeo   |                              |                    |                    |
| Año                  | Lugar                        | Medalla            |                    |
| 2020                 | Austria, Noruega y Suecia    | Medalla de plata   |                    |
| Juegos Mediterráneos |                              |                    |                    |
| Año                  | Lugar                        | Medalla            |                    |
| 2018                 | Tarragona                    | Medalla de oro     |                    |

### Izviđač
- Liga de balonmano de Bosnia y Herzegovina (1): 2016

### RK Zagreb
- Liga de Croacia de balonmano (3): 2019, 2021, 2022
- Copa de Croacia de balonmano (3): 2019, 2021, 2022

## Clubes
| Club         | País                 | Año         |
| ------------ | -------------------- | ----------- |
| HRK Izviđač  | Bosnia y Herzegovina | ? - 2018    |
| RK Zagreb    | Croacia              | 2018 - 2022 |
| MT Melsungen | Alemania             | 2022 - Act. |